# Convenzione sul mare territoriale e la zona contigua
La Convenzione sul mare territoriale e la zona contigua è un trattato internazionale firmato a Ginevra (Svizzera) il 29 aprile 1958 da 15 Paesi e a cui hanno aderito altri 59 Stati, tra cui l'Italia con la legge 8 dicembre 1961, n. 1658. È entrata in vigore il 10 settembre 1964 ed è stata sostituita, per gli stessi firmatari, dalla Convenzione delle Nazioni Unite sul diritto del mare (UNCLOS) firmata il 10 dicembre 1982 a Montego Bay (Giamaica).
La Convenzione ha ribaltato la regola sviluppata dal giurista olandese Cornelis van Bynkershoek del cannon shot in uso fino alla Seconda guerra mondiale, secondo cui le acque territoriali di ciascuno Stato costiero si spingevano fino a raggiungere 3 miglia nautiche a partire dalle linee di base. A partire dal XX secolo, alcuni Stati desideravano estendere la propria giurisdizione sul mare al fine di sfruttare le risorse minerarie e ittiche sia dello specchio d'acqua antistante le proprie coste sia del fondale e del sottosuolo marino. Come risultato, la Convenzione fissò il limite delle acque territoriali a 6 miglia nautiche dalla costa e fu definito il concetto di zona contigua.
Il tentativo di delimitare sempre più spazi marittimi nazionali e, di conseguenza, ridurre l'estensione dell'alto mare, è chiamato "territorializzazione del mare" ed è corroborato dall'antico principio del land dominates the sea.